# Uchodźcy (eseje)
Uchodźcy – dygresyjny, lekki zbiór esejów z elementami anegdot autorstwa Henryka Grynberga z 2004.
Bohaterami poszczególnych opowieści są członkowie pokolenia najpierw zdeprawowanego przez II wojnę światową, a następnie przez totalitarną szkołę czasów stalinowskich, m.in.: Elżbieta Czyżewska, Bronisław Kaper, Henryk Wars, Marek Hłasko, Krzysztof Komeda, Roman Polański i Leopold Tyrmand. Były to w kreacji autora osoby o duchowości uchodźców, rozbitków i wygnańców. Akcja opowiadań rozgrywa się w Polsce (m.in. w czasach studenckich Grynberga w Łodzi) i Europie lat 50. i 60. XX wieku, jak również w Izraelu i USA z tamtych czasów. Autor podnosi problematykę szeroko rozumianego azylu i miejsc, gdzie go można znaleźć, w tym abstrakcyjnych (sztuka). Według publicysty Marka Radziwona książka ma wszelkie cechy łotrzykowskiej gawędy z autobiografią w tle i w dużej mierze dotyczy historii samego Grynberga-uchodźcy oraz jego matki. Według krytyczki – Justyny Sobolewskiej dzieło jest przejawem zabaw konwencjami i przypomina wcześniejsze publikacje autora – Życie ideologiczne (1975) i Życie osobiste (1979). 
Dzieło nominowane było do Nagrody Nike w 2004.